# Western Mass Pioneers
El Western Mass Pioneers es un equipo de fútbol de los Estados Unidos que actualmente compite en la USL League Two, la cuarta liga de fútbol más importante del país y la tercera división en las ligas de USL (United Soccer Leagues). El club fue fundado en 1998 y se encuentra en Ludlow, Massachusetts.

## Historia
Fue fundado en el año 1998 en la ciudad de Ludlow, Massachusetts luego de que en agosto de 1997 la USISL anunciara que iban a darle a Gremio Lusitano una franquicia de expansión para la temporada de 1998, con la condición de que no podían tener un nombre relacionado con una etnia, por lo que el nombre Gremio Lusitano no era permitido. En una votación se eligió el nombre Pioneers para el nuevo equipo, y al polaco Leszek Wrona como el entrenador en su temporada inaugural.
En septiembre de 1999 el club mostró interés en abandonar la liga para unirse a la USL, lo consiguieron, aunque pasaron a la D-3 en vez de la A-League, liga en la que permanecieron hasta el 22 de diciembre del 2009 cuando decidieron descender a la USL Premier Development League para la temporada 2010.
En 2019 fue campeón de la Northeast Division de USL2 por primera vez. 
En 2021, tuvo una temporada exitosa ganando nuevamente la Northeast Division y además siendo campeón de la Eastern Conference, ambos logros en la USL League Two de Estados Unidos.
En 2022, consigue clasificar por tercera vez consecutiva a los playoffs, consiguiendo una racha histórica de 10 partidos ganando de manera consecutiva en la Regular Season. En la semifinal de conferencia fue eliminado.

## Palmarés
- USL D-3 Pro League: 1

1999
- USL D-3 Pro League Northern Division: 2

1999, 2002
- USL Second Division Regular Season: 1

2005
- USL 2: Northeast Division Champions

2019, 2021

## Entrenadores
- Leszek Wrona (1998-2001, 2004-2006, 2008-2010)
- John Voight (2002-2003)
- Tom d'Agostino (2007)
- Joe Calabrese (2011)
- Federico Molinari (2012-Actualidad)

## Jugadores destacados
| - Anthony Augustine - Almir Barbosa - Ben Clark - Steve Covino - Jeff Deren - Mateus dos Anjos - Paul Kelly - Joe Germanese - Jair - Matt Jones | - Fausto Klinger - Martin Klinger - Yan Klukowski - Neil Krause - Mike Lima - David Mahoney - Brandon Tyler - Adam Wallace - Jay Willis - Bryan Zobre - David Kelly |